# Stanislaw Dospewski

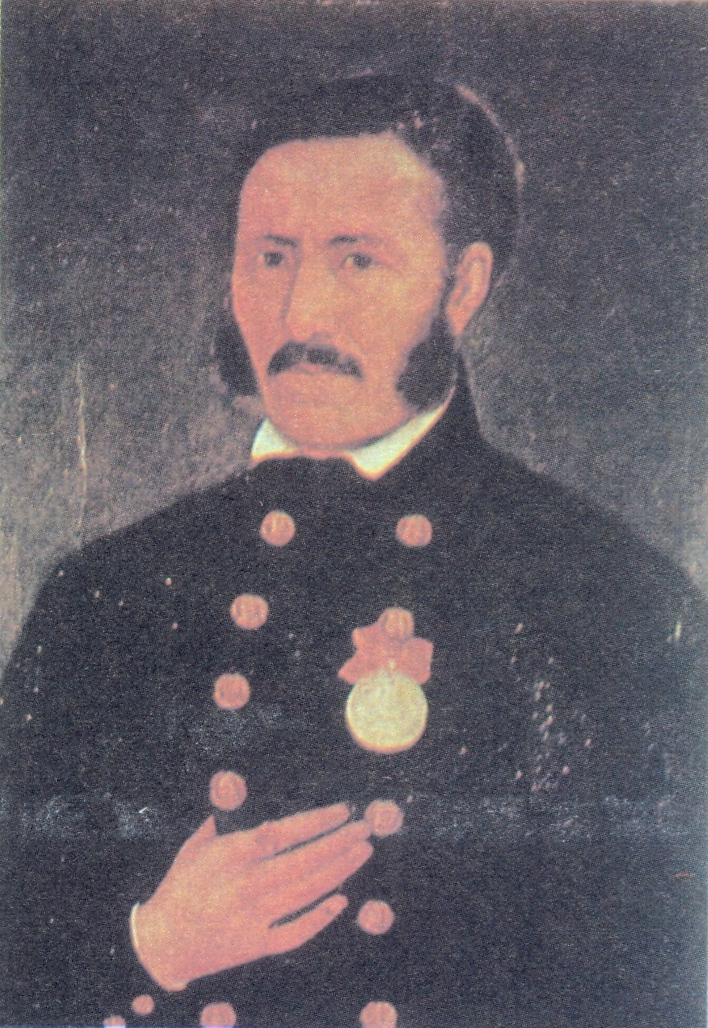
Stanislaw Dospewski

Stanislaw Dospewski (bulgarisch Станислав Доспевски; * 3. Dezember 1823 in Samokow; † 23. Dezember 1877 in Istanbul) war ein bulgarischer Maler.

## Leben
Er wurde als Sohn des bekannten Ikonenmalers Dimitar Sograf geboren. Der gleichfalls bekannte Maler Sachari Sograf war sein Onkel. Dospewski absolvierte im Jahr 1856 die Kunstakademie in Sankt Petersburg. Er lebte in Pasardshik und engagierte sich für die bulgarische Befreiungsbewegung gegen das Osmanische Reich. Dospewski wurde verhaftet und starb 1877 im Gefängnis.
Er schuf eine Vielzahl von Ikonen für bulgarische Klöster und Kirchen. Darüber hinaus malte er ungefähr 30 Porträts bulgarischer Patrioten. Er gilt als Pionier der weltlichen realistischen Malerei in Bulgarien. Sein Wohnhaus in Pasardshik wurde später zum Museum umgestaltet.